# Doumga Ouro Alpha
Ne doit pas être confondu avec Doumga Ouro Thierno.
Doumga Ouro Alpha (ou Doumga Ouro Alpha est un village du nord-est du Sénégal situé dans la moyenne vallée du fleuve Sénégal, à proximité de la frontière avec la Mauritanie.

## Histoire
Le village a été fondé vers 1786 par Alpha Bocar Barry, venu de la zone du Boundou, au sud-est du Sénégal[réf. nécessaire].

## Administration
>La mairie de la Commune  
>Chef de village  
>President de Kawral Doumga Ouro Alpha  
>Chef religieux  
Doumga Ouro Alpha fait partie de la communauté rurale de Bokidiawé, l'une des communautés rurales de l'arrondissement de Ogo dans le département de Matam (région de Matam).

## Démographie
Le village comptait 7 512 habitants et 398ménages lors du dernier recensement.
L'ethnie présente dans le village est celle des Peuls.

## Infrastructures
Les principales infrastructures de Doumga sont : 
- établissements scolaires : un lycée, un collège d’enseignement secondaire (CEM), deux écoles primaires
- santé : un poste de santé construit en 1981, une maternité, un dispensaire et une ambulance
- réseaux : un forage, 12 puits, accès au réseau électrique de la Senelec, un réseau téléphonique, un réseau wifi 3G
- Une Pharmacie
- Un Post ARTP
- Un Centre d'état civil
- Un Stade de football

## Partenariats
- L'association de village Kawral, ARDOAF (Association des Ressortissants de Doumga Ouro Alpha en France) et d'autres contribuent au développement du village.
- Kawral Doumga Ouro dans le diaspora come États-Unis, Italie, France, Espagne, Gabon, Conco Brazzaville,  Mali, Côte D'ivoire, etc contribuent au développement du village.
- L’association régionale Coderem intervient sur l’ensemble de la région de Matam[2].
- Depuis 2006, un partenariat existe avec l'association Toucouleurs (Acigné, Ille-et-Vilaine)[3]. Il a débouché sur la création d'une bibliothèque équipée d'un point informatique au sein du collège.
- Les natifs de Doumga dans le diaspora contribuent individuellement au développement du village dans l'éducation, la santé, les sports, etc.
- Ousmane Yaya Niang de Doumga Ouro Alpha en Belgique contribue à l'amélioration du centre de santé avec le partenariat de la municipalité belge en équipements médicaux.